# Tomcattin'
| Recensione              | Giudizio    |
| ----------------------- | ----------- |
| AllMusic                | [ 1 ]       |
| Sputnikmusic            | 3.4 (Great) |
| Dizionario del Pop-Rock | [ 3 ]       |

Tomcattin' è il quarto album in studio del gruppo rock statunitense Blackfoot, pubblicato nel 1980.

## Tracce

### LP
Tutte le tracce sono state composte da Rickey Medlocke e Jakson Spires, eccetto dove indicato.
Lato A
1. Warped – 4:10
2. On the Run – 3:59
3. Dream On – 5:14 (Rick Medlocke, Jakson Spires, Greg T. Walker)
4. Street Fighter – 2:30 (Rick Medlocke, Jakson Spires, Charlie Hargrett)
5. Gimme, Gimme, Gimme – 4:00

Lato B
1. Every Man Should Know (Queenie) – 3:42
2. In the Night – 3:49
3. Reckless Abandoner – 5:07
4. Spendin' Cabbage – 3:15
5. Fox Chase – 4:22 (Rick Medlocke, Jakson Spires, Shorty Medlocke)

## Formazione
- Rick Rattlesnake Medlocke - voce solista, chitarra solista, bottleneck guitar, chitarra acustica, chitarra a 12 corde
- Charlie Hargrett - chitarra solista
- Greg T. Walker - basso, accompagnamento vocale-cori
- Jakson Dr. Jakson Thunderfoot Spires - batteria, accompagnamento vocale-cori

Altri musicisti
- Pat McCaffrey - tastiere, sassofoni
- Henry H-Bomb Weck (alias Blind Baby) - percussioni
- Shorty Medlocke - armonica
- Peter Madcat Ruth - armonica elettrica
- Donna D. Davis (Brandye) - cori di sottofondo
- Melody McCully (Brandye) - cori di sottofondo
- Pamela T. Vincent (Brandye) - cori di sottofondo

Note aggiuntive
- Al Nalli e Henry Weck - produttori
- Registrazioni effettuate al : Subterranean Studios di Ann Arbor, Michigan; registrazioni aggiunte effettuate al Roadmaster #2 di Cleveland, Ohio
- Sovraincisioni registrate al: Subterranean Studios di Ann Arbor, Michigan; Sound Suite Studios di Detroit, Michigan; Bee Jay Recording Studios di Orlando, Florida
- Henry H-Bomb Weck - ingegnere delle registrazioni
- W.D. Woods II - assistente ingegnere del mixaggio (al Sound Suite Studios)
- Andy de Ganhal - assistente ingegnere del mixaggio (al Bee Jay Studios)
- Mastering effettuato al Sterling Sound Studios da Greg Calbi
- John Vassiliou - road manager
- Stan Styers - driver
- Michael Hollywood Murphy, Chris Vegas Leotcher e Glen Gomez Davis - road crew
- Management: Al Nalli Productions
- Chris Callis - fotografia copertina frontale album originale
- David Kryszak - fotografia retrocopertina album originale
- Lynn Dreese Breslin - design copertina album originale[4]

## Classifica
Album
| Anno | Classifica    | Posizione raggiunta |
| ---- | ------------- | ------------------- |
| 1980 | Billboard 200 | 50                  |